# 벤 코튼
벤 코튼(Ben Cotton, 1975년 7월 26일 ~ )은 캐나다의 배우이다.
에드먼턴에서 태어났다.

## 출연 작품

### 영화
- Deadly Little Secrets (2002)
- Wilder Days (2003)
- 리딕: 헬리온 최후의 빛 (2004)
- 워킹 톨 (2004)
- 피어스 피플 (2005)
- 언더클래스맨 (2005) - FBI 요원 역
- 슬리더 (2006)
- Battlestar Galactica: Razor (2007)
- 어머니와 딸 (2008, Mothers & Daughters)
- 에디슨 앤 레오 (2008, Edison and Leo) - 페러데이 역 (애니메이션)
- 지구가 멈추는 날 (2008)
- That One Night (2008)
- Messages Deleted (2009)
- A Gun to the Head (2009)
- What Color Is Love? (2009)
- 스탠 헬싱 (2009) - 프웨디 역
- 무브 아웃 클린 (2010, Move Out Clean) - 단편
- 써티 데이즈 오브 나잇: 다크 데이즈 (2010)
- 뮤턴트 둠스데이 (2011, Seeds of Destruction) - 닷선 역
- Finding a Family (2011)
- The Planting (2011) - 단편
- Doppelgänger Paul (2011)
- Sunflower Hour (2011)
- Late (2012) - 단편
- In No Particular Order (2012) - 단편
- 돈 라이더: 분노의 총잡이 (2012, Dawn Rider) - 벤 역
- Lawrence & Holloman (2013)
- Cinemanovels (2013) - 벤 역
- 더 마린 3 (2013)
- Mountain Men (2014)
- 빙하기: 지구 파멸의 날 (2014, Christmas Icetastrophe)
- 조디악 대재앙 (2014, Zodiac: Signs of the Apocalypse)
- Songs She Wrote About People She Knows (2014)
- No Men Beyond This Point (2015)
- 언씬: 할로우맨 (2016) - 크리스비 역
- Hello Destroyer (2016)
- O.I. (2018) - 베리 역 (단편)

### 텔레비전
- 테이큰 (2002)
- 스타게이트 아틀란티스 (2004-09)
- 사이크 (2006-07)
- Dragon Boys (2007, 龍在他鄉)
- 마스터즈 오브 호러 - 사슴 여인 편 (2007)
- Mayerthorpe (2008)
- 하퍼스 아일랜드 (2009)
- 헬캣츠 (2010-11)
- 트루 저스티스 (2010-12, True Justice)
- 배틀스타 갈락티카: 블러드 & 크롬 (2012) - 코커 파죠비치 역
- 킬링 (2013)
- 원스 어폰 어 타임 인 원더랜드 (2013-14)
- 나이트 에이전트 (2023)